# Карабутовская волость
Карабутовская волость — административно-территориальная единица в составе Конотопского уезда.
Административный центр — село Карабутово.
Населённые пункты волости по переписи 1897 года:
| Населённый пункт              | Количество дворов в 1858 году | Количество дворов в 1897 году | Население в 1897 году |
| ----------------------------- | ----------------------------- | ----------------------------- | --------------------- |
| хутор Горбанев (Новографский) | -                             | 53                            | 346                   |
| село Карабутово               | 149                           | 369                           | 2375                  |
| хутор Нехаев                  | 29                            | 61                            | 423                   |